# Medina Township (Illinois)
Medina Township est un township du comté de Peoria dans l'Illinois, aux États-Unis,. En 2010, le township comptait une population de 12 564 habitants.

## Source de la traduction
- (en) Cet article est partiellement ou en totalité issu de l’article de Wikipédia en anglais intitulé « Medina Township, Peoria County, Illinois » (voir la liste des auteurs).